# Försvarsbeslutet 1924
Försvarsbeslutet 1924 eller Kungl. Maj:ts proposition nr 20 år 1924 var ett planerat försvarsbeslut, vilken presenterades av regeringen Trygger för riksdagen den 1 februari 1924. Proposition röstades ned av riksdagen den 24 maj 1924, vilket senare ledde till att Ernst Trygger  avgick som statsminister den 18 oktober 1924 och efterträddes av Hjalmar Branting. Hjalmar Branting som ledde sin tredje socialdemokratiska regering, hade överst på sin dagordningen nedskärning av svenska försvaret,  vilket presenterades genom propositionen Kungl. Maj.ts proposition nr 50 år 1925, vilken låg grunden till försvarsbeslutet 1925.

## Bakgrund
Den 18 oktober 1917 tillträdde regeringen Edén och bland dess första uttalanden var att en begränsning av försvarsväsendet borde prövas efter första världskrigets slut. Regeringen Edén tillsätta en kommission för att utreda en begränsning av den stora stegringen av försvarsutgifterna, vilken. Första halvåret av 1919 presenterade kommissionen sitt utlåtande varefter den samtidigt upplöstes. Den 12 november 1919 igen om en ny allmän revision, där statsministern menade att den revision borde vara bestämmande. Den nya försvararevisionen, som gjordes av en parlamentariska kommission, utarbetade ett förslag till revision av Sveriges försvarsväsende. Den 15 mars 1923 presenterade försvararevisionen dess slutliga betänkande och förslag undertecknades. Efter att regeringen Trygger tillträdde den 19 april 1923 inkom yttranden från generalskommission, arméförvaltningen, marinförvaltningen, chefen för marinstaben och chefen för sjöfartsverket. Vilka sammanställde i sitt yttrande gällande försvarsrevisionens betänkande, att med hänsyn till Sveriges militärpolitiska läge, var en minskning av försvarsorganisation och försvarsberedskap ej önskvärd. Därmed föreslog regeringen Trygger i sin proposition 1924 att bibehålla huvudgrunderna av 1914 års försvarsorganisation, i syfte att  ha möjlighet till att snabbt utveckla försvarets samt stärka försvarsberedskapen vid behov. Vilket bestod i det stora hela att bibehålla storleken på den årliga värnpliktskontingenten samt bibehålla antalet truppförband. Den nya organisation var planerad att införas under perioden 1 juli 1925—den 30 juni 1926.

## Armén
Regeringen föreslog att bibehålla arméns indelningen i fred av arméns trupper på sex arméfördelningar, Bodens trupper och Gotlands trupper. Där varje arméfördelning skulle kvarstå med en organisation av 4 infanteriregementen, 1 kavalleriregemente, 1 artilleriregemente och 1 trängkår. Dock föreslogs förändringar gällande kustfästningarna, Där Karlskrona grenadjärregemente och Vaxholms grenadjärregemente, utgjorde infanteribesättningar vid Karlskrona kustfästning och Vaxholms kustfästning, föreslogs avvecklas och ersättas av infanteritrupper ur Kronobergs regemente och Norra skånska infanteriregementet samt Svea livgarde och Göta livgarde. Vidare föreslogs att den, vid mobilisering, självständiga kavallerifördelningen med Skånska husarregementet och Skånska dragonregementet samt en ridande division ur Wendes artilleriregemente avvecklades. Istället skulle ett nytt kavalleriregemente bildas och benämnas Skånska kavalleriregementet och överta något av etablissementen i Malmö eller Helsingborg. Det kasernetablissement som var under uppförande till Södra skånska infanteriregementet föreslogs avbrytas. Istället skulle Södra skånska infanteriregementet förläggas till Skånska dragonregementets kasernetablissement i Ystad, samt bibehålla Södra skånska infanteriregementets tidigare övningsplats i Revinge.
Positionsartilleriregementet, som tillsammans Karlsborgs artillerikår utgjorde fältarméns tunga artilleriformationer, föreslogs att dess material skulle överföras på fördelningsartilleriregementena. Istället skulle Karlsborgs artillerikår omorganiseras till Luftvärnsartilleriregementet med förläggning i Karlsborg. Positionsartilleriregementet skulle i sin tur bilda Arméartilleriregementet, vilket föreslogs förläggas till Positionsartilleriregementets kasernetablissement samt det närbelägna Fredrikshov i Stockholm. Första intendenturkompaniet som var förlagda till just Fredrikshov, föreslogs omlokaliseras till Örebro för att samlokaliseras med Livregementets grenadjärer inom dess kasernetablissement. Regeringen föreslog även att stridsvagnsbataljon om tre kompanier skulle bildas och förläggas till Stockholm. Det med bakgrund till att Stockholm hade de bästa möjligheterna både praktiskt och teoretiskt gällande studier och försök av stridsvagnar. Bataljonen föreslogs bli en del av Svea livgarde, men förläggas till Svea artilleriregementes kasernetablissement. Fälttelegrafkåren som var förlagda till stadsdelen Marieberg i Stockholm föreslogs omlokaliseras till ett nytt kasernetablissement på Järvafältet. Även om försvarsrevisionen hade föreslagit att Fälttelegrafkåren skulle förläggas till det nyuppförda kasernetablissementet i Linköping. Dock menade regeringen i sitt förslag att en försäljning av Mariebergsområdet skulle ge medel till att uppföra ett nytt etablissement på Järvafältet. Fälttelegrafkåren föreslogs omorganiseras till regemente och förläggas på två orter, där telegrafbataljonen i Stockholm och radiobataljonen samlokaliseras med Västmanlands regemente inom dess kasernetablissement. Vidare föreslogs att omlokalisera fästningsingenjörkompaniet i Vaxholm till kårens kasernetablissement på Järvafältet.
Gällande det från 1914 av riksdagen beslutande om uppförande av ett kasernetablissement i Östersund, föreslogs att Norrlands ingenjörkår istället skulle förläggas till Jämtlands fältjägarregementes kasernetablissement. Även den förplägnadsanstalten som var planerad i Östersund för Fjärde intendenturkompaniet föreslogs att avbrytas. Istället föreslogs kompaniet kvarstå i Sollefteå för att samlokaliseras med Västernorrlands regemente inom dess kasernetablissement.
Det fästa försvaret, det vill säga arméns fästningar, föreslogs reduceras med en fästning, Karlsborgs fästning. Vilken ansågs så pass föråldrad att någon ytterligare motivering ansågs onödig till förslaget. Dock föreslogs att fästning skulle och bibehålles endast såsom förrådsplats och förläggningsort för vissa truppförband. Tingstäde fästning föreslogs bibehållas då en avveckling inte skulle medföra några inga nämnvärda besparingar eller vinna andra fördelar. Även Bodens fästning föreslogs kvarstå i organisationen, då den ansågs utgöra ett skydd för de nordliga landsdelarna och för stridskrafters uppmarsch i Norrbotten, men även för att utgöra en stödjepunkt för dessas rörliga operationer. Dock hade synpunkter först fram för en avveckling av Bodens fästning, det för att frigöra fästningsbesättningens bundna truppförbanden för istället användas av Norrbottens regemente för det tidiga gränsförsvaret, men även för uppsättandet av ett ytterligare arméartilleriregemente vid sidan om Bodens artilleriregemente.

### Avvecklade förband
- Karlskrona grenadjärregemente
- Vaxholms grenadjärregemente
- Positionsartilleriregementet
- Karlsborgs artillerikår
- Svea ingenjörkårs detachement i Vaxholm
- Skånska dragonregementet
- Skånska husarregementet

### Nya förband
- Arméartilleriregementet
- Luftvärnsartilleriregementet
- Skånska kavalleriregementet
- Stridsvagnsbataljon vid Svea livgarde i Stockholms garnison
- Radiobataljon vid Fälttelegrafkåren i Västerås garnison
- Telegrafbataljonen vid Fälttelegrafkåren i Stockholms garnison

### Omlokaliserade förband
- Första intendenturkompaniet från Stockholms garnison till Örebro garnison
- Södra skånska infanteriregementet från Lunds garnison till Ystads garnison

### Kasernetablissement
- Nya byggnader för Norrlands artilleriregemente i Östersund: Sjukpaviljong, exercishus, ridhus, sommarstall och uthus.
- Nybyggnad för Svea ingenjörkårs fästningsingenjörkompani: Sjukpaviljong.
- Nytt kasernetablissement för Fälttelegrafkåren.
- Nya byggnader för Bodens ingenjörkår: Kasern, ridhus och förrådsbyggnad.
- Förplägnadsanstalt i Boden: Havremagasinet i Boden
- Förplägnadsanstalt i Hässleholm: Bageri
- Förplägnadsanstalt i Östersund: Kasern och bageri
- Förplägnadsanstalt i Stockholm: Havremagasin
- Uppförande av skidförråd: Andra och fjärde arméfördelningarnas förråd samt förråd för krigsreserven i Stockholm.
- Ordnande av vinterförläggning: Exercishus vid Västernorrlands regemente.
- Torkrum vid vissa kasernetablissement: Anordningar, som kräva särskilda till- eller byggnader, ävensom sådana, som skulle äga rum i för inkvartering av underofficerare avsedda lokalutrymmen.
- Avbryta planerna på kasernetablissement för Norrlands ingenjörkår i Östersunds garnison
- Avbryta planerna på kasernetablissement för Fjärde intendenturkompaniet i Östersund garnison
- Avbryta fortsatt byggnation av kasernetablissement för Södra skånska infanteriregementet vid Vipeholm i Lund

## Flygvapnet
Regeringen föreslog att arméns flygtrupper i Fälttelegrafkåren skulle avskiljas och bilda arméflygkåren. Som huvudförläggningsplats för föreslogs Malmslätt samt med flygskolor, detachement och flygstationer vid Ljungbyhed, Rinkaby, Östersund och Boden. Arméflygkåren skulle sammansättas av jakt- och eskortflygplan, spaningsflygplan samt bombflygplan. Det för att första hand för avvärjande och bekämpande av luftanfall, men även för att tillgodose arméns behov samt dess operationer. Regeringen föreslog i sin proposition att Arméflygkåren skulle bilda den 1 juli 1925 och var helt organiserad den 1 juli 1929.
Gällande marinens flygväsende föreslogs att den skulle avskiljas och bilda marinflygkåren med Hägernäs som huvudförläggningsplats samt permanenta flygstationer vid Karlskrona och Göteborg. Marinflygkåren skulle ha i uppgift som kustbevakning, eldledning för och bekämpande av luftanfall mot sjöstyrkor och kustfästningar samt även fjärrspaning, bomb- och torpedanfall mot fiendens fasta anläggningar och fartyg. De flygplan som föreslogs till kåren var spaningssjöflygplan, jaktsjöflygplan samt bomb- och torpedsjöflygplan. Regeringen föreslog i sin proposition att Marinflygkåren skulle bilda den 1 juli 1925 och var helt organiserad den 1 juli 1929. Som stöd för förläggningsmöjligheter i Hägernäs föreslogs pansarbåten Göta iordningställas som logementsfartyg.

### Arméflygkåren
- Chef med kårstab
- 1. kompaniet, flygskola i Ljungbyhed, fortsättningsskola i Rinkaby, samt utbildning av flygmekaniker vid Malmslätt.
- 2. kompaniet, jagarflygskola och skjutskolor samt utbildning av flygmekaniker för dessa skolor och för flygdetachementen med förläggning vid Malmslätt, Hästholmen, Östersund och Boden
- 3. kompaniet, verkstads- och förrådstjänst samt utbildning av specialmekaniker och hantverkspersonal med förläggning vid Malmslätt
- Flygdetachement i Boden och Östersund
- Vinterutbildningen i Boden och Östersund
- Artilleriskjutskola utbildning i artillerieldobservation i Skillingaryd
- Flygspanarskolan i Malmslätt/Rinkaby/Skillingaryd

### Marinflygkåren
- Chef med kårstab
- 1. kompaniet, flygskoleutbildning förlagd till Hägernäs, med ständigt detachement vid flygdepån i Stockholm.
- 2. kompaniet, flygskoleutbildning förlagd till Karlskrona, med ständigt detachement i Göteborg
- Provisoriska flygstationer i Gustavsvik (Härnösand), Umeå och Fårösund
- Vinterflygskola i Hägernäs

## Marinen

### Flottan
Enligt 1914 års försvarsbeslut skulle kustflottan 1929 bestå av sju pansarskepp av typ Sverige. Då endast tre av den fartygstypen var färdig inför regeringen proposition föreslog marinen att sex av äldre pansarskeppen kvarstå i kustflottan. Äran, Wasa och Dristigheten föreslogs att övergå till lokalstyrkorna, vilka samtidigt skulle få en längre mobiliseringstid. Pansarkryssaren Fylgia och torpedkryssaren Psilander föreslogs kvarstå i kustflottan. Två torpedkryssare, Jacob Bagge och Örnen, hade föreslagits att förläggas till materielreserven, medan regeringen istället föreslog att det skulle kvarstå i kustflottan. Istället skulle äldre kanonbåtar utgå. Vidare föreslogs att under tiden 1924–1929 skulle ersättningsbyggnad av krigsfartygsmateriel, omfattande nybyggnad av fyra jagare, tre torpedundervattensbåtar och två motortorpedbåtar, äga rum. Flottans stationer skulle utgöras av Stockholm station med en förläggningskapacitet på 600 man, samt Karlskrona station med förläggningskapacitet 1000 man. Under stationsbefälhavaren i Stockholm löd Göteborgs örlogsdepå och skeppsgossekåren i Marstrand.

### Flottans fartyg enligt propositionen
| Fartyg                 | Typ               | Deplacement | Färdigbyggt år | Ålder år 1923 | Kustflottan | Lokalstyrka | Materialreserven |
| ---------------------- | ----------------- | ----------- | -------------- | ------------- | ----------- | ----------- | ---------------- |
| HMS Gustaf V           | Pansarskepp       | 7600        | 1921           | 2             | —           | —           | —                |
| HMS Drottning Victoria | Pansarskepp       | 7600        | 1921           | 2             | 1           | —           | —                |
| HMS Sverige            | Pansarskepp       | 7600        | 1917           | 6             | 1           | —           | —                |
| HMS Oscar II           | Pansarskepp       | 4600        | 1907           | 16            | 1           | —           | —                |
| HMS Manligheten        | Pansarskepp       | 3800        | 1904           | 19            | 1           | —           | —                |
| HMS Tapperheten        | Pansarskepp       | 3800        | 1903           | 20            | 1           | —           | —                |
| HMS Wasa               | Pansarskepp       | 3800        | 1902           | 21            | —           | 1           | —                |
| HMS Äran               | Pansarskepp       | 3800        | 1902           | 21            | —           | 1           | —                |
| HMS Dristigheten       | Pansarskepp       | 3600        | 1901           | 22            | —           | 1           | —                |
| HMS Niord              | Pansarskepp       | 3700        | 1899           | 24            | —           | —           | 1                |
| HMS Thor               | Pansarskepp       | 3700        | 1899           | 24            | —           | —           | 1                |
| HMS Fylgia             | Pansarkryssare    | 5000        | 1907           | 16            | 1           | —           | —                |
| HMS Clas Fleming       | Minkryssare       | 1800        | 1914           | 9             | 1           | —           | —                |
| HMS Psilander          | Torpedkryssare    | 850         | 1900           | 23            | 1           | —           | —                |
| HMS Jacob Bagge        | Torpedkryssare    | 850         | 1898           | 25            | 1           | —           | —                |
| HMS Örnen              | Torpedkryssare    | 850         | 1897           | 26            | 1           | —           | —                |
| HMS Wrangel            | Jagare            | 560         | 1918           | 5             | 1           | —           | —                |
| HMS Wachtmeister       | Jagare            | 560         | 1918           | 5             | 1           | —           | —                |
| HMS Munin              | Jagare            | 460         | 1912           | 11            | 1           | —           | —                |
| HMS Hugin              | Jagare            | 460         | 1911           | 12            | 1           | —           | —                |
| HMS Vidar              | Jagare            | 460         | 1910           | 13            | 1           | —           | —                |
| HMS Ragnar             | Jagare            | 460         | 1909           | 14            | 1           | —           | —                |
| HMS Sigurd             | Jagare            | 460         | 1909           | 14            | 1           | —           | —                |
| HMS Wale               | Jagare            | 460         | 1908           | 15            | 1           | —           | —                |
| HMS Magne              | Jagare            | 460         | 1905           | 18            | —           | 1           | —                |
| HMS Mode               | Jagare            | 460         | 1902           | 21            | —           | 1           | —                |
| HMS Vega               | Torpedbåt         | 120         | 1912           | 11            | 1           | —           | —                |
| HMS Vesta              | Torpedbåt         | 120         | 1912           | 11            | 1           | —           | —                |
| HMS Polaris            | Torpedbåt         | 120         | 1910           | 13            | 1           | —           | —                |
| HMS Perseus            | Torpedbåt         | 120         | 1910           | 13            | 1           | —           | —                |
| HMS Regulus            | Torpedbåt         | 120         | 1910           | 13            | 1           | —           | —                |
| HMS Antares            | Torpedbåt         | 120         | 1909           | 14            | 1           | —           | —                |
| HMS Arcturus           | Torpedbåt         | 120         | 1909           | 14            | 1           | —           | —                |
| HMS Altair             | Torpedbåt         | 120         | 1909           | 14            | 1           | —           | —                |
| HMS Argo               | Torpedbåt         | 120         | 1909           | 14            | 1           | —           | —                |
| HMS Castor             | Torpedbåt         | 120         | 1909           | 14            | 1           | —           | —                |
| HMS Pollux             | Torpedbåt         | 120         | 1909           | 14            | 1           | —           | —                |
| HMS Thetis             | Torpedbåt         | 120         | 1909           | 14            | —           | 1           | —                |
| HMS Astrea             | Torpedbåt         | 120         | 1909           | 14            | —           | 1           | —                |
| HMS Spica              | Torpedbåt         | 120         | 1908           | 15            | —           | 1           | —                |
| HMS Plejad             | Torpedbåt         | 120         | 1905           | 18            | —           | 1           | —                |
| Torpedbåt nr 5         | Torpedbåt         | 60          | 1908           | 15            | —           | 1           | —                |
| Torpedbåt nr 6         | Torpedbåt         | 60          | 1908           | 15            | —           | 1           | —                |
| Torpedbåt nr 7         | Torpedbåt         | 60          | 1907           | 16            | —           | 1           | —                |
| Torpedbåt nr 8         | Torpedbåt         | 60          | 1907           | 16            | —           | 1           | —                |
| Torpedbåt nr 9         | Torpedbåt         | 60          | 1907           | 16            | —           | 1           | —                |
| Torpedbåt nr 10        | Torpedbåt         | 60          | 1909           | 14            | —           | 1           | —                |
| Torpedbåt nr 11        | Torpedbåt         | 60          | 1909           | 14            | —           | 1           | —                |
| Torpedbåt nr 12        | Torpedbåt         | 60          | 1908           | 15            | —           | 1           | —                |
| Torpedbåt nr 14        | Torpedbåt         | 60          | 1908           | 15            | —           | 1           | —                |
| Torpedbåt nr 15        | Torpedbåt         | 60          | 1908           | 15            | —           | 1           | —                |
| Motortorpedbåten nr 1  | Motortorpedbåt    | 11          | 1919           | 4             | —           | 1           | —                |
| Motortorpedbåten nr 2  | Motortorpedbåt    | 11          | 1919           | 4             | —           | 1           | —                |
| HMS Valen              | Undervattensbåt   | —           | —              | —             | 1           | —           | —                |
| HMS Uttern             | Undervattensbåt   | —           | 1921           | 2             | 1           | —           | —                |
| HMS Illern             | Undervattensbåt   | —           | 1921           | 2             | 1           | —           | —                |
| HMS Bävern             | Undervattensbåt   | —           | 1921           | 2             | 1           | —           | —                |
| HMS Valrossen          | Undervattensbåt   | —           | 1920           | 3             | 1           | —           | —                |
| HMS Sälen              | Undervattensbåt   | —           | 1920           | 3             | 1           | —           | —                |
| HMS Hajen              | Undervattensbåt   | —           | 1920           | 3             | 1           | —           | —                |
| HMS Delfinen           | Undervattensbåt   | —           | 1915           | 8             | —           | 1           | —                |
| HMS Tumlaren           | Undervattensbåt   | —           | 1914           | 9             | —           | 1           | —                |
| HMS Svärdfisken        | Undervattensbåt   | —           | 1914           | 9             | —           | 1           | —                |
| HMS Abborren           | Undervattensbåt   | —           | 1916           | 7             | —           | 1           | —                |
| HMS Braxen             | Undervattensbåt   | —           | 1916           | 7             | —           | 1           | —                |
| HMS Gäddan             | Undervattensbåt   | —           | 1915           | 8             | —           | 1           | —                |
| HMS Laxen              | Undervattensbåt   | —           | 1915           | 8             | —           | 1           | —                |
| U-båten nr 2           | Undervattensbåt   | —           | 1909           | 14            | —           | 1           | —                |
| U-båten nr 3           | Undervattensbåt   | —           | 1909           | 14            | —           | 1           | —                |
| U-båten nr 4           | Undervattensbåt   | —           | 1910           | 13            | —           | 1           | —                |
| HMS Oden               | Depåfartyg        | 3700        | 1897           | 26            | 1           | —           | —                |
| HMS Svea               | Depåfartyg        | 3050        | 1886           | 37            | 1           | —           | —                |
| HMS Blenda             | Depåfartyg        | 500         | 1874           | 49            | —           | 1           | —                |
| HMS Disa               | Depåfartyg        | 500         | 1877           | 46            | —           | 1           | —                |
| HMS Skagul             | Depåfartyg        | 600         | 1878           | 45            | —           | 1           | —                |
| HMS Rota               | Depåfartyg        | 600         | 1878           | 45            | —           | 1           | —                |
| HMS Skuld              | Depåfartyg        | 600         | 1879           | 44            | —           | 1           | —                |
| HMS Svensksund         | Kanonbåt          | 400         | 1891           | 32            | 1           | —           | —                |
| HMS Sökaren            | Vedettbåt         | 225         | 1918           | 5             | 1           | —           | —                |
| HMS Sveparen           | Vedettbåt         | 225         | 1918           | 5             | 1           | —           | —                |
| HMS Sprängaren         | Vedettbåt         | 225         | 1918           | 5             | 1           | —           | —                |
| Vedettbåten nr 19      | Vedettbåt         | 70          | 1914           | 9             | 1           | —           | —                |
| Vedettbåten nr 20      | Vedettbåt         | 105         | 1896           | 27            | 1           | —           | —                |
| Vedettbåten nr 21      | Vedettbåt         | 80          | 1894           | 29            | —           | 1           | —                |
| Vedettbåten nr 22      | Vedettbåt         | 80          | 1894           | 29            | —           | 1           | —                |
| Vedettbåten nr 23      | Vedettbåt         | 60          | 1903           | 20            | —           | 1           | —                |
| Vedettbåten nr 24      | Vedettbåt         | 60          | 1903           | 20            | —           | 1           | —                |
| Vedettbåten nr 25      | Vedettbåt         | 60          | 1903           | 20            | —           | 1           | —                |
| Vedettbåten nr 26      | Vedettbåt         | 60          | 1903           | 20            | —           | 1           | —                |
| Vedettbåten nr 27      | Vedettbåt         | 60          | 1903           | 20            | —           | 1           | —                |
| Vedettbåten nr 28      | Vedettbåt         | 60          | 1903           | 20            | —           | 1           | —                |
| Vedettbåten nr 29      | Vedettbåt         | 60          | 1903           | 20            | —           | 1           | —                |
| Vedettbåten nr 30      | Vedettbåt         | 60          | 1903           | 20            | —           | 1           | —                |
| Vedettbåten nr 31      | Vedettbåt         | 60          | 1903           | 20            | —           | 1           | —                |
| Vedettbåten nr 32      | Vedettbåt         | 60          | 1903           | 20            | —           | 1           | —                |
| Vedettbåten nr 33      | Vedettbåt         | 60          | 1903           | 20            | —           | 1           | —                |
| Vedettbåten nr 34      | Vedettbåt         | 60          | 1903           | 20            | —           | 1           | —                |
| Vedettbåten nr 35      | Vedettbåt         | 60          | 1903           | 20            | —           | 1           | —                |
| Vedettbåten nr 36      | Vedettbåt         | 60          | 1903           | 20            | —           | 1           | —                |
| Vedettbåten nr 37      | Vedettbåt         | 60          | 1903           | 20            | —           | 1           | —                |
| HMS Verdande           | Lasarettsfartyg   | 500         | 1878           | 45            | —           | —           | 1                |
| HMS af Chapman         | Skeppsgossefartyg | 1350        | 1888           | 35            | —           | —           | 1                |
| HMS Jarramas           | Skeppsgossefartyg | 350         | 1900           | 23            | —           | —           | 1                |
| HMS Najaden            | Skeppsgossefartyg | 350         | 1897           | 26            | —           | —           | 1                |
| HMS Falken             | Skeppsgossefartyg | 140         | 1877           | 46            | —           | —           | 1                |
| HMS Thule              | Logementsfartyg   | 3350        | 1893           | 30            | —           | —           | 1                |
| HMS Göta               | Logementsfartyg   | 3350        | 1891           | 32            | —           | —           | 1                |
| HMS Freja              | Logementsfartyg   | 1600        | 1885           | 38            | —           | —           | 1                |
| HMS Saga               | Logementsfartyg   | 1600        | 1877           | 46            | —           | —           | 1                |
| HMS Vanadis            | Logementsfartyg   | 1600        | 1862           | 61            | —           | —           | 1                |
| HMS Norrköping         | Logementsfartyg   | 1400        | 1858           | 65            | —           | —           | 1                |

## Organisation 1925
Den nya organisation var planerad att införas under perioden 1 juli 1925—30 juni 1926.

### Arméfördelningar
- I. arméfördelningen
- II. arméfördelningen
- III. arméfördelningen
- IV. arméfördelningen
- V. arméfördelningen
- VI. arméfördelningen

### Bodens trupper
- Norrbottens regemente förlagda i Boden
- Norrlands dragonregementes detachement förlagda i Boden
- Bodens artilleriregemente förlagda i Boden
- Norrbottens artillerikår förlagda i Boden
- Bodens ingenjörkår förlagda i Boden
- Tredje intendenturkompaniet förlagda i Boden

### Gotlands trupper
- Gotlands infanteriregemente förlagda i Visby
- Gotlands artillerikår förlagda i Visby

### Infanteriet
- Svea livgarde med stridsvagnbataljon förlagda i Stockholm
- Göta livgarde förlagda i Stockholm
- Livregementets grenadjärer förlagda i Örebro
- Första livgrenadjärregementet förlagda i Linköping
- Andra livgrenadjärregementet i Linköping
- Västgöta regemente förlagda i Vänersborg
- Upplands infanteriregemente förlagda i Uppsala
- Skaraborgs regemente förlagda i Skövde
- Södermanlands regemente förlagda i Strängnäs
- Kronobergs regemente förlagda i Växjö
- Jönköpings regemente förlagda i Jönköping
- Dalregementet förlagda i Falun
- Hälsinge regemente förlagda i Gävle
- Älvsborgs regemente förlagda i Borås
- Hallands regemente förlagda i Halmstad
- Bohusläns regemente förlagda i Uddevalla
- Västmanlands regemente förlagda i Västerås
- Norrbottens regemente förlagda i Boden
- Västerbottens regemente förlagda i Umeå
- Kalmar regemente förlagda i Eksjö
- Värmlands regemente förlagda i Karlstad
- Jämtlands fältjägarregemente förlagda i Östersund
- Norra skånska infanteriregementet förlagda i Kristianstad
- Södra skånska infanteriregementet förlagda i Ystad
- Gotlands infanteriregemente förlagda i Visby
- Västernorrlands regemente förlagda i Sollefteå

### Kavalleriet
- Livgardet till häst förlagda i Stockholm
- Livregementets dragoner förlagda i Stockholm
- Livregementets husarer förlagda i Skövde
- Smålands husarregemente förlagda i Eksjö
- Skånska kavalleriregementet förlagda i Helsingborg
- Norrlands dragonregemente förlagda i Umeå
- Norrlands dragonregementes detachement förlagda i Boden

### Artilleriet
- Svea artilleriregemente förlagda i Stockholm
- Göta artilleriregemente förlagda i Göteborg
- Wendes artilleriregemente förlagda i Kristianstad
- Norrlands artilleriregemente förlagda i Östersund
- Upplands artilleriregemente förlagda i Uppsala
- Smålands artilleriregemente förlagda i Jönköping
- Gotlands artillerikår förlagda i Visby
- Bodens artilleriregemente förlagda i Boden
- Arméartilleriregementet förlagda i Stockholm
- Luftvärnsartilleriregementet förlagda i Karlsborg
- Norrbottens artillerikår förlagda i Boden

### Ingenjörtrupperna
| - Bodens ingenjörkår förlagda i Boden - Svea ingenjörkår förlagda i Stockholm - Göta ingenjörkår förlagda i Karlsborg - Göta ingenjörkårs detachement i Karlskrona | - Fälttelegrafregementet förlagda i Stockholm och Västerås - Telegrafbataljonen förlagd i Stockholm - Radiobataljonen förlagd i Västerås - Norrlands ingenjörkår förlagda i Östersund |

### Trängtrupperna
Trängtrupperna skulle utgöras av sex kårer, en för varje arméfördelning, samt vara i fred bestå av en kårstab samt två trängkompanier och ett sjukvårdskompani.

- Svea trängkår förlagda i Örebro
- Göta trängkår förlagda i Skövde
- Norrlands trängkår förlagda i Sollefteå
- Skånska trängkåren förlagda i Hässleholm
- Västmanlands trängkår förlagda i Sala
- Östgöta trängkår förlagda i Linköping

### Intendenturtrupperna
- Första intendenturkompaniet förlagda i Örebro
- Andra intendenturkompaniet förlagda i Karlsborg
- Tredje intendenturkompaniet förlagda i Boden
- Fjärde intendenturkompaniet förlagda i Sollefteå